# Зеничен рефлекс
Зеничният рефлекс е рефлекс, свиващ зеницата при силна светлина, за да предпази ретината от повреждане. В зависимост от силата на светлината диаметърът на зеницата е между 2 и 7-8 mm; за среден диаметър при дневна светлина може да се приеме 4 mm. С възрастта възможността за промяна на размера на зеницата намалява. Когато свиването на зеницата не е достатъчно за регулиране на светлината се налага носенето на слънчеви очила, а при наблюдения на Слънцето и Луната – използването на специални тъмни филтри.